# 尾蜆蝶屬
尾蜆蝶屬（Punch，學名：Dodona）是古蜆蝶亞科波蜆蝶族中的一個屬。物種分佈於東南亞。寄主植物為杜莖山科植物。

## 物種
- 紅禿尾蜆蝶 （Dodona adonira） Hewitson, 1866
- 阿波尾蜆蝶（Dodona aponata） Semper, 1889——或視作黑燕尾蜆蝶的亞種
- 賓漢尾蜆蝶 （Dodona binghami） (Moore, 1901)
- 金尾蜆蝶 （Dodona chrysapha） Fruhstorfer, 1910
- 黑燕尾蜆蝶 （Dodona deodata） Hewitson, 1876
- 禿尾蜆蝶 （Dodona dipoea） Hewitson, 1866
- 山尾蜆蝶 （Dodona dracon） Nicéville, 1897
- 無尾蜆蝶 （Dodona durga） (Kollar, 1844)
- 大斑尾蜆蝶 （Dodona egeon） (Westwood, 1851)
- 埃爾尾蜆蝶 （Dodona elvira） Staudinger, 1897
- 銀紋尾蜆蝶 （Dodona eugenes） Bates, H, 1867
- 福尾蜆蝶 （Dodona fruhstorferi） Röber, 1897
- 白燕尾蜆蝶 （Dodona henrici） Holland, 1887
- 霍尾蜆蝶 （Dodona hoenei） Forster, 1951
- Dodona lecerfi——或視作黑燕尾蜆蝶的亞種
- Dodona longicauda——或視作黑燕尾蜆蝶的亞種
- Dodona kaolinkon Yoshino, 1999
- Dodona katerina Monastyrskii & Devyatkin, 2000
- Dodona maculosa Leech, 1890
- Dodona mizunumai Hanafusa, 1989
- 西藏尾蜆蝶 （Dodona moritai） Koiwaya & Shinkai, 1996
- 斜帶缺尾蜆蝶 （Dodona ouida） Hewitson, 1866
- 魯賓遜尾蜆蝶 （Dodona robinsoni） Rothschild, 1920——或視作銀紋尾蜆蝶的亞種
- Dodona speciosa Monastyrskii & Devyatkin, 2000
- 范氏尾蜆蝶 （Dodona vanleeuwenii） Roepke, 1921——或視作金尾蜆蝶的亞種
- Dodona windu Fruhstorfer, 1894